# Ronny Büchel
Ronny Büchel (19 marzo 1982) è un allenatore di calcio ed ex calciatore liechtensteinese, di ruolo centrocampista.

## Carriera

### Giocatore
Ha collezionato 72 presenze con la propria Nazionale.

## Palmarès

### Giocatore

#### Competizioni nazionali
- Coppa del Liechtenstein: 3

Vaduz: 2000-2001, 2002-2003
Eschen/Mauren: 2011-2012
- Challenge League: 1

Vaduz: 2002-2003